# Amblypsilopus bimestris
Amblypsilopus bimestris är en tvåvingeart som beskrevs av Daniel J. Bickel 1994. Amblypsilopus bimestris ingår i släktet Amblypsilopus och familjen styltflugor. Inga underarter finns listade i Catalogue of Life.